# Echte buideldassen
Echte buideldassen (Peramelidae) vormen de grootste familie van de buideldassen. In totaal zijn er 21 levende en 5 uitgestorven soorten bekend. De wetenschappelijke naam van de familie werd in 1825 gepubliceerd door John Edward Gray.

## Kenmerken
Net als andere buideldassen zijn echte buideldassen kleine tot middelgrote, op de grond levende dieren met lange, spitse snuiten. Doordat de achterbenen langer zijn dan de voorbenen, hebben ze een huppelende gang. Ze gebruiken de klauwen aan de voorvoeten om naar eten te graven. Het zijn grijsachtige tot bruine dieren, die aan de onderzijde doorgaans lichter zijn dan aan de bovenzijde.

## Leefwijze
Echte buideldassen zijn solitair en 's nachts actief. Hun voedsel bestaat uit insecten, kleine gewervelden en plantaardig materiaal.

## Verspreiding en leefgebied
De familie komt voor in Australië, op Nieuw-Guinea en op enkele omliggende eilanden, waaronder Ceram, Nieuw-Brittannië en Kiriwina.

## Taxonomie
Deze familie omvat de volgende onderfamilies en geslachten:
- Familie: Peramelidae (Echte buideldassen)
  - Onderfamilie: incertae sedis
    -  Geslacht: Ischnodon † (Plioceen van Australië)

  - Onderfamilie Echymiperinae
    - Geslacht: Echymipera (Nieuw-Guinea, Noordoost-Australië en omliggende eilanden)
    - Geslacht: Microperoryctes (Nieuw-Guinea)
    -  Geslacht: Rhynchomeles (Cerambuideldas) (Ceram)

  - Onderfamilie: Peramelinae
    - Geslacht: Isoodon (Kortneusbuideldassen) (Australië en zuidelijk Nieuw-Guinea)
    -  Geslacht: Perameles (Spitsneusbuideldassen) (Australië)

  -  Onderfamilie: Peroryctinae
    -  Geslacht: Peroryctes (Nieuw-Guinea)

De Echymiperinae en Peroryctinae zijn eerder tot een aparte familie gerekend, de Peroryctidae, terwijl de varkenspootbuideldas en de langoorbuideldassen eerder juist tot de echte buideldassen werden gerekend.
Echte buideldassen · Langoorbuideldassen · Varkenspootbuideldassen (uitgestorven) · Yaralidae (fossiel)